# Efraín Amézcua
Efraín Amezcua  (León, 1907. augusztus 3. – ?) mexikói labdarúgó-középpályás.